# Tvrđava Fortica (Podveležje)
Tvrđava Fortica bila je austro-ugarska utvrđena vojna postaja istočno od Mostara u predjelu Podveležja.
Podignuta je nakon austro-ugarskog zaposjedanja BiH. Mostar je bio pozadinsko uporište i imao je 19 utvrđenih objekata, najviše u BiH. Bio je pojasna utvrda, jedna od četiriju koje je sagradila Austro-Ugarska u BiH.
Radi potreba pristupa i obilaska ove vojne postaje, te onih na Svetigori (877 m) i Guberači (624 m), ali i radi eksploatiranja drvne građe, Austro-Ugarska je sa svojim postojećim stručnim osobljem napravila put iz Mostara uz Forticu. Nisu angažirali lokalno pučanstvo. Vodio je preko Šipovca na Brasinu. Odvojak je vodio na Merdžan glavu. Služio je i za za izvlačenje šumske građe s Veleža. Put je asfaltiran poslije Drugoga svjetskog rata, a govori se da je to zasluga Džemala Bijedića.
Od mnoštva austro-ugarskih vojnih utvrda oko Mostara sačuvano je vrlo malo, a one sačuvane su u vrlo lošem stanju. Istočno od Mostara su ostatci na obroncima i na platou Podveležja. Do njih se dolazi od Opina a povezuje ih oko 14 kilometara dug put: Werk 9, Mali grad, Guberača, Merdžan glava, Sveta gora (Svetigora) i Fortica.

## Vanjske poveznice
- Mostarski.ba  Arhivirana inačica izvorne stranice od 22. travnja 2019. (Wayback Machine) FOTO: Bijeg iz grada – Tvrđava Merdžan glava, 27. svibnja 2018.